# Vieux-Port
Vieux-Port är en kommun i departementet Eure i regionen Normandie i norra Frankrike. Kommunen ligger i kantonen Quillebeuf-sur-Seine som tillhör arrondissementet Bernay. År 2022 hade Vieux-Port 50 invånare.

## Befolkningsutveckling
Antalet invånare i kommunen Vieux-Port
Referens:INSEE